# SYSTRA
SYSTRA là công ty xây dựng và tư vấn đa quốc gia chuyên ngành về giao thông vận tải, đặc biệt về đường sắt và giao thông công cộng. Năm 2019, công ty có hơn 7.300 nhân viên, được xây dựng theo mô hình trách nhiệm hữu hạn với trụ sở đặt tại thành phố Paris và các cổ đông chính là SNCF, RATP cùng nhiều ngân hàng quốc tế.
Năm 1957, SNCF thành lập Công ty xây dựng & thiết kế đường sắt (SOFRERAIL). 4 năm sau, tới lượt RATP thành lập Công ty xây dựng & thiết kế giao thông công cộng (SOFRETU). Hai công ty trên sáp nhập vào năm 1995, lấy tên liên danh SYSTRA-Sofretu-Sofrerail trước khi chính thức đổi tên ngắn gọn thành SYSTRA vào năm 1997. Tới năm 2011, hai công ty nhỏ INEXIA (thuộc SNCF) và XELIS (thuộc RATP) cũng gia nhập SYSTRA. Thương vụ này hoàn tất vào tháng 7 năm 2012.
SYSTRA tạo tiếng vang khi là đơn vị tham gia xây dựng và thiết kế nhiều tuyến tàu điện ngầm lớn trên thế giới, bao gồm Santiago, Dubai, Mexico City, Mecca, Baku, Cairo, Algiers, Métropole du Grand Paris, New York, Bruxelles, Lyon, Toulouse, Copenhagen, Nagpur, Mumbai, Chennai, Surat và Hà Nội. Họ cũng xây dựng nhiều công trình tàu cao tốc tại Châu Âu, Trung Đông, Châu Mỹ cũng như nhiều cầu vượt tân tiến trên thế giới.